# Luis Javier Pulido

Luis Vicente Javier Pulido Rendón (Guadalajara, Jalisco 30 de julio de 1979) es un futbolista mexicano que juega en la posición de medio o contención enganche o extremo.

## Trayectoria
Se formó en las fuerzas básicas del Atlas de Guadalajara fue campeón con las fuerzas básicas en Chile,Perú Torneo de la Alianza Lima,Argentina,Italia Gradadisca, y para el Invierno 2000 hizo su debut en la Primera División vs Toluca generando la única asistencia del equipo rojinegro, para que el marcador quedara 2-1,tuvo escasa actividad de inicio en el torneo regular  participando más en el torneo de   Copa Libertadores de América tuvo actividad  también con el filial el Bachilleres en 1.ª A, para después consolidarse como titular en la 1.División.
Fue seleccionado de su país en las categorías Sub-17, Sub-20, Sub-23 y Selección Mexicana de primera A.
Posteriormente para el Apertura 2003 fue registrado por Tecos de la UAG comprando su carta y teniendo una participación rescatable.

### Clubes
| Club                 | País                | Año         | Partidos | Goles | Media |
| -------------------- | ------------------- | ----------- | -------- | ----- | ----- |
| Atlas de Guadalajara | México              | 1999 - 2000 | 15       | 3     | 0.14  |
| Atlas de Guadalajara | México              | 2000 - 2001 | 31       | 5     | 0     |
| Bachilleres          | México              | 2001 - 2002 | 28       | 4     | 0.11  |
| Tecos de la UAG      | México              | 2003        | 43       | 5     | 0     |
| Total en su carrera  | Total en su carrera | 1999 - 2006 | 117      | 17    | 0.12  |